# Szojuz TM–13
A Szojuz TM–13 háromszemélyes orosz szállító űrhajó.

## Küldetés
A kibővített Interkozmosz program keretében a 13. expedíció a Mir űrállomásra.

## Jellemzői
1991. október 2-án a Bajkonuri űrrepülőtérről egy  Szojuz–U2 típusú hordozórakétával  juttatták (LEO = Low-Earth Orbit) alacsony Föld körüli pályára. Az orbitális egység pályája 92,4perces, 51,7 fokos hajlásszögű, elliptikus pálya-perigeuma 195 kilométer, apogeuma 232 kilométer volt. Tömege 7150 kilogramm.
A program érdekessége: első alkalommal nem vitt repülőmérnököt. A parancsnokon kívül két kutatóűrhajóst (osztrák, kazah) szállított. Kétnapos önálló repülés után október 4-én dokkot a Mir űrállomáson. Az osztrákok az expedícióhoz 7 millió dollárral járultak hozzá. A kutatási program teljesítése érdekében teherűrhajók (Progressz M–10, Progressz M–11) szállították a felszereléseket, anyagokat. A Progressz M–10 a 350 kilogrammos visszatérő kapszulájában 150 kilogramm kutatási anyagot helyeztek el, földi parancsra belépett a légkörbe és hagyományos – ejtőernyős leereszkedés – módon visszatért a Földre. Összesen 175 napot, 2 órát, 51 percet és 44 másodpercet töltött a világűrben. Összesen 2730 fordulatot tett a Föld körül.
1992. március 25-én a Szojuz TM–13 belépett a légkörbe és Arkalik (oroszul: Арқалық) városától 85 kilométerrel hagyományos – ejtőernyős leereszkedés – módon visszatért a Földre.

## Személyzet

### Induláskor
- Alekszandr Alekszandrovics Volkov parancsnok, legfőbb feladata a teherűrjárművek dokkolásának segítése, a ki- illetve berakodás végzése
- Toktar Ongarbajuli Aubakirov szovjet/kazahsztáni kutatóűrhajós
- Franz Artur Viehböck az első osztrák kutatóűrhajós

### Visszatérésnél
- Alekszandr Alekszandrovics Volkov parancsnok
- Szergej Konsztantyinovics Krikaljov fedélzeti mérnök
- Klaus-Dietrich Flade kutatóűrhajós

### Tartalék személyzet
- Alekszandr Sztyepanovics Viktorenko parancsnok
- Talgat Amankeldiuli Muszabajev szovjet/kazahsztáni kutatóűrhajós
- Clemens Lothaller osztrák kutatóűrhajós